# Twój ból jest lepszy niż mój

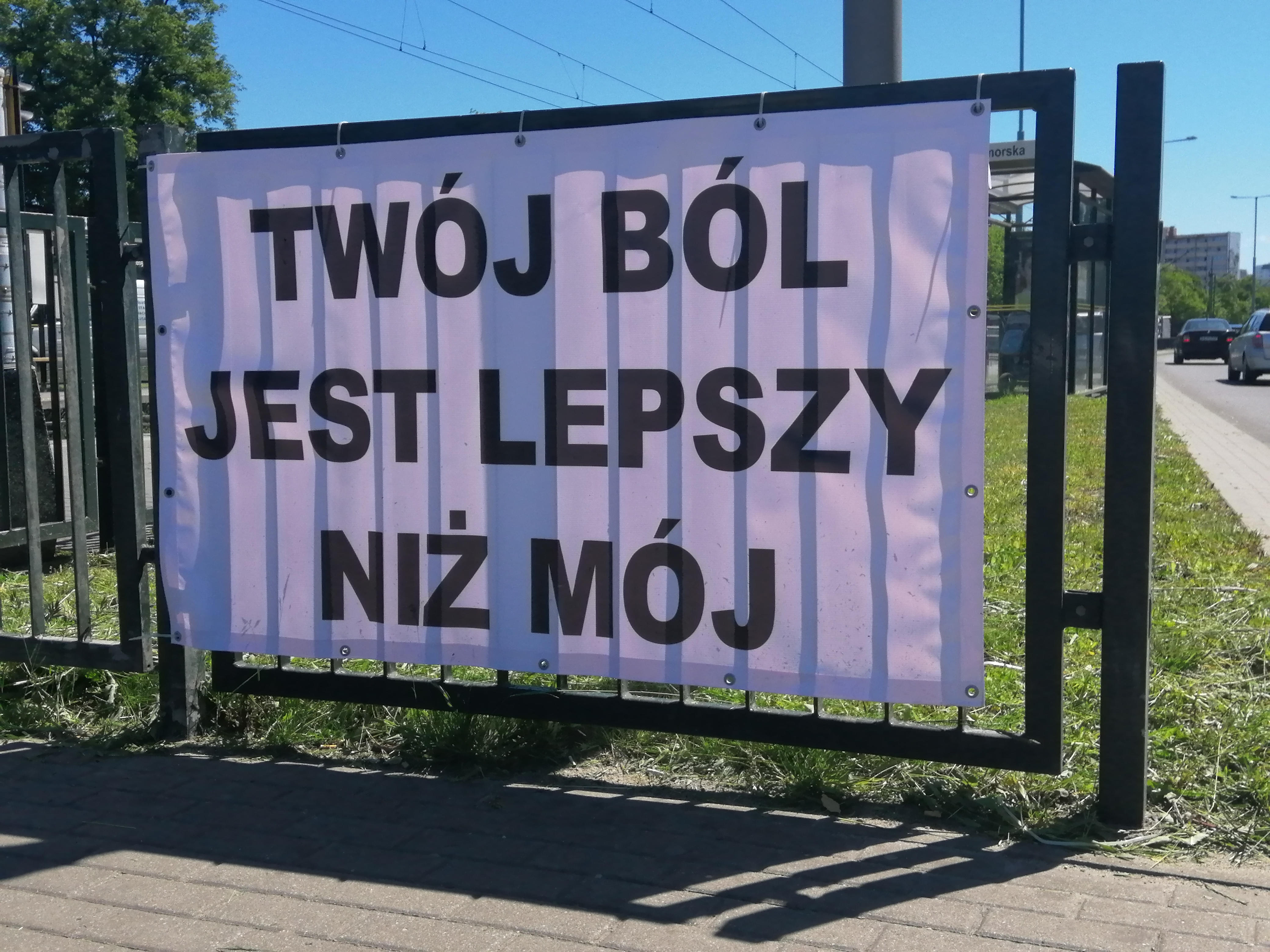
Poparcie dla piosenki w Gdańsku

Twój ból jest lepszy niż mój – singel Kazika Staszewskiego wydany 8 maja 2020, promujący album Zaraza, inaugurujący powrót artysty do kariery solowej.
W tekście utworu autor krytykuje polityka Jarosława Kaczyńskiego za wizytę 10 kwietnia 2020 na zamkniętym z powodu pandemii COVID-19 Cmentarzu Powązkowskim w Warszawie w 10. rocznicę katastrofy smoleńskiej w sytuacji, gdy w tym czasie inne osoby nie miały możliwości odwiedzenia grobów swoich bliskich na tej nekropolii.
Do piosenki został nakręcony teledysk w reżyserii Sławomira Pietrzaka, opublikowany przez S.P. Records 8 maja 2020. 15 maja 2020 wideo opublikowane na kanale wytwórni w serwisie YouTube miało kilkaset tysięcy odtworzeń. W związku z zamieszaniem wokół notowania Listy przebojów Programu Trzeciego z 15 maja 2020 liczba odtworzeń błyskawicznie wzrosła. 21 maja 2020 o godz. 01:00 liczba odtworzeń wynosiła prawie 8,3 mln.

## Lista przebojów Trójki
15 maja 2020 piosenka znalazła się na pierwszym miejscu 1998. notowania listy przebojów Programu Trzeciego, które zostało następnie unieważnione przez dyrekcję Programu III Polskiego Radia. 16 maja 2020 wyniki notowania zniknęły z internetowej strony stacji. Tomasz Kowalczewski, dyrektor i redaktor naczelny stacji, w wydanym 16 maja 2020 oświadczeniu stwierdził, jakoby złamano regulamin listy, wprowadzając utwór spoza zestawu do głosowania oraz dokonano manipulacji przy liczeniu oddanych głosów. Wskutek tego zdarzenia prowadzący od 1982 roku listę Marek Niedźwiecki podał do publicznej wiadomości informację o swoim odejściu z Polskiego Radia, motywując je pomówieniem go o nieuczciwość w przygotowaniu audycji. Kowalczewski zawiesił następnie dziennikarza Bartosza Gila, odpowiedzialnego za liczenie głosów słuchaczy, gdy ten nie zgodził się na podpisanie oświadczenia, że ostatnie notowanie Listy Przebojów Radiowej Trójki zostało zmanipulowane.
19 maja 2020 Kazik opublikował na profilu facebookowym zespołu Kult żądanie wycofania piosenki z notowania Listy Przebojów Programu Trzeciego. Wcześniej zespół Kult poinformował na swoim Facebooku, że piosenka wraca na Listę i zachęcał do głosowania.
Działania te wywołały falę zainteresowania i sprawiły, że klip po kilkunastu dniach od opublikowania w serwisie YouTube miał blisko 5,5 mln wyświetleń.

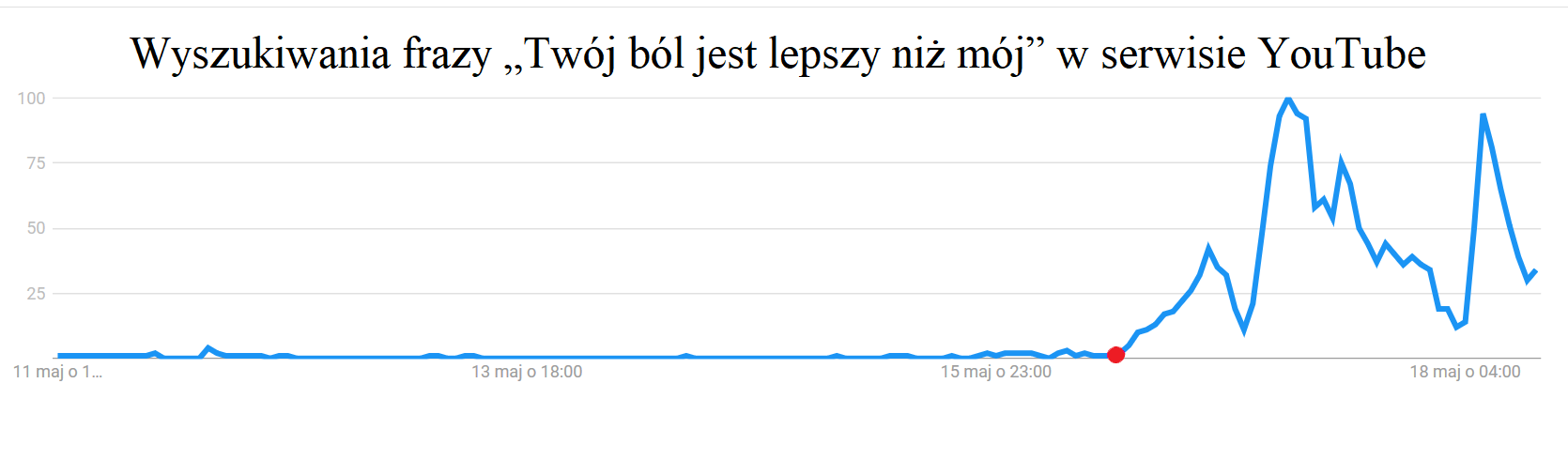
Efekt Streisand widoczny w wynikach wyszukiwania piosenki Kazika „Twój ból jest lepszy niż mój” w serwisie YouTube. Na wykresie widoczny jest „skok” (16 maja, ok. godz. 12.00.), po ogłoszeniu oświadczenia dyrektora Trójki o unieważnieniu notowania (dane z Google Trends).

Utwór trafił również na listę przebojów Radia ZET, gdzie po zaledwie tygodniu obecności w propozycjach znalazł się na pierwszym miejscu.